# 雪村周继
雪村周继（日语：雪村 周継，1504年—1589年），日本室町时代后期的禅僧画家与艺术家，出生于今日本本州岛中部的茨城县。他充分学习中国绘画技巧，为16世纪前后日本著名的水墨画画家之一。